# PCエンジン
PCエンジン（PC Engine）は、ハドソン（現：コナミデジタルエンタテインメント）と日本電気ホームエレクトロニクス（NECホームエレクトロニクス、以下NEC-HE、現：日本電気〈NEC〉）により共同開発され、1987年10月30日にNEC HEから発売されたHE-SYSTEM規格に基づく家庭用ゲーム機。当時のメーカー希望小売価格は24,800円。
北米市場ではTurboGrafx-16（ターボグラフィックス16）の商品名で発売され、NECの米国法人から販売された。HE-SYSTEMの北米仕様であり、HE-SYSTEMのロゴだけは使用している。
発売当初はファミリーコンピュータやセガ・マークIIIと競合し、後にスーパーファミコンやメガドライブとも競合した。トップシェアを占めることはなかったが、世界累計販売台数764万台を記録している。

## 歴史

### 日本国内展開
任天堂のファミリーコンピュータが発売され数年が経過し、ハドソン社内におけるより高性能のハードウェアを望む声があった。同時期に日本電気（NEC）社内において計画されていたCD-ROM機開発の思惑と合致したため、ハドソンとNEC-HEとの共同開発が始まった。
1988年11月にはCD-ROM2が発売された。
1989年末にはテレビへの出力端子を従来のRF端子からAV端子に変更して色はダークグレーになり、コントローラーのI・IIボタンに連射機能が搭載されたものに変わったPCエンジンコアグラフィックス、拡張バスを削除してCD-ROM2や天の声などは繋げなくHuカードのみ専用にした廉価版 のPCエンジンシャトル、Hu6270を2個に増量しVRAMを2倍、メインメモリを4倍に強化したPCエンジンスーパーグラフィックス、本体の拡張バスから繋ぎPCエンジンを使って画面に絵を描け、アーティストツールで印刷をすることも可能なプリント&イラストブースタという4種類のハードを発売している。
1991年6月にコアグラフィックスと性能は同じだが、価格を5,000円ダウンさせたコアグラフィックスIIが19,800円で発売された。同年12月にはSUPER CD-ROM2を発売している。
1992年3月にはCD-ROM2が100万台を突破し、ソフト供給はCD-ROM中心になり、本体もPCエンジンDuoシリーズが主力になっていったが、HuカードもコンパクトサイズハードであるPCエンジンGT、PCエンジンLTなどの存在もあり、供給を継続していた。国内市場では1992年時点でスーパーファミコンに次ぐ24.7%のシェアを占めていたとする調査結果が雑誌に掲載された。
1994年春にはアーケードカードが発売、RAMは18 Mbitへ増強された。同年末にはPCエンジンの次世代機PC-FXが発売されたが、それ以降もPCエンジンの市場は1999年まで継続した。

### 日本国外展開

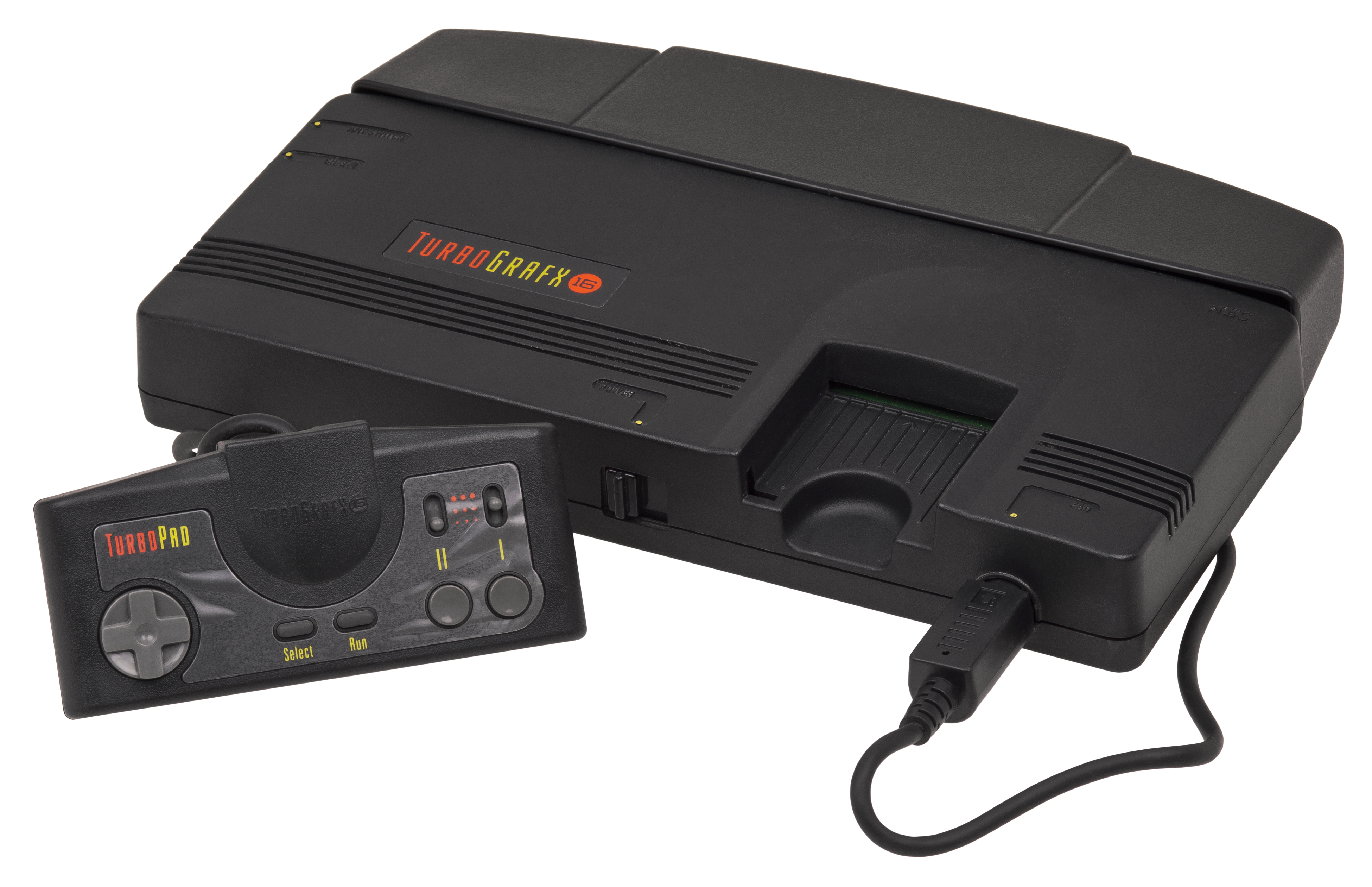
TurboGrafx-16

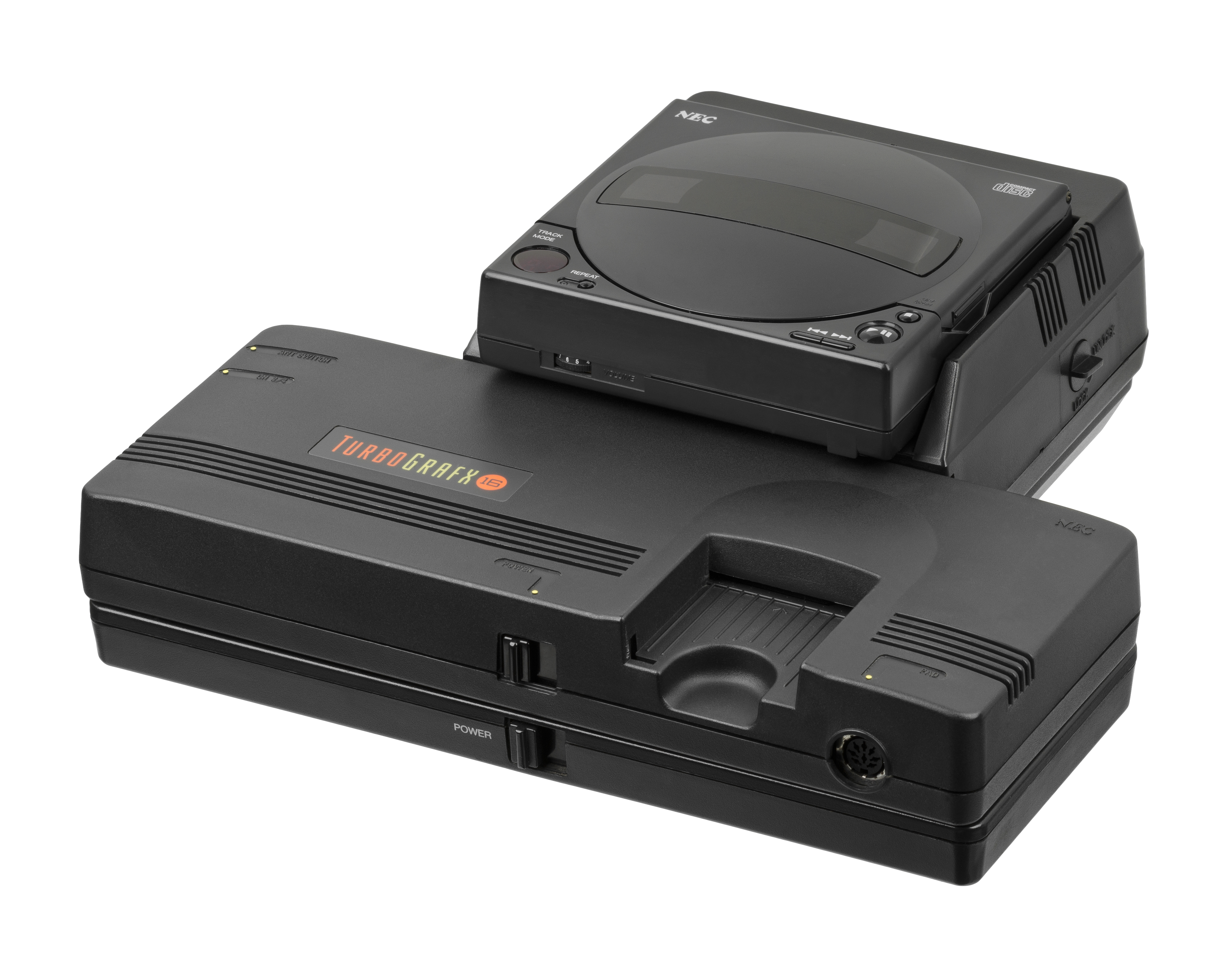
CD-ROMユニットを接続したTurboGrafx-16

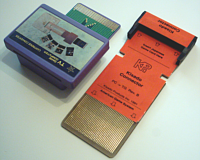
HuCARD変換アダプタ

北米ではNECホームエレクトロニクスの現地法人により「Turbografx-16」の名称で1989年5月23日に発表、同年8月29日にニューヨークとロサンゼルスでテスト販売が開始された。価格はTurboPad1個とTurboChip（HuCARDの海外名称）のソフト『Keith Courage in Alpha Zones（魔神英雄伝ワタル）』が付属して$199.99。一方でメガドライブの北米版である「Sega Genesis」も二週間前にテスト販売を開始しており、ほぼ同時に市場投入される形になった。日本のCD-ROM2に該当する「Turbografx-CD」も同年12月に$399.99で発売された。CD-ROMドライブとインターフェースユニットのセットでバンドルソフトはなかった。
1992年4月より、取り扱いがNECテクノロジー社とハドソンの共同出資であるターボ・テクノロジー社に変更され、そのキャンペーンとして発売予定のTurboDuo（価格$299.99）に250ドル相当の特典（『イースI・II』『PC原人』『PC原人2』『ゲート オブ サンダー』『ダンジョンエクスプローラー』、専門誌『TURBO FORCE』、$5×10枚のソフト購入割引クーポン）を添付させる「Add $250 Value」を実施。また1992年のサマーCESに合わせてTurboGrafx-16の本体価格が$69.99、Turbografx-CDの価格が$149.99にそれぞれに引き下げられた。TurboDuo発売後、既存のTurboGrafx-CDユーザ向けにスーパーシステムカードと3-in-1 CD（Bonk's Adventure、Bonk's Revenge、Gate of Thunder）と$5×10枚のソフト購入割引クーポンをセットにしたバリューパックが$95で販売された。ちなみに旧来のシステムカードは起動画面がTurboGrafx-CDのロゴになっていたが、スーパーシステムカードは国内版と同じ「SUPER CD-ROM2 SYSTEM」の起動ロゴになっている。
TurboGrafx-16は参入業者が少なかったために、販売面で苦労した。またCD-ROM2にあたるTurboGrafx-CD（HES-CDR-01 TurboGrafx-16と同時発売）やPCエンジンGTと同機能のTurboExpress（HES-EXP-01 1990年11月発売）、PCエンジンDuoと同機能のTurboDuo（HES-DUO-01 1992年10月発売）なども発売された。これらは日本ではCD-ROMのゲーム環境としてヒットしたがTurboGrafx-CD関連は1993年中には市場からほぼ淘汰された。晩年は慢性的なソフト不足を補うため日本のソフトを並行輸入で調達し、PCエンジンのHuCARDのピンアサインをTurboGrafx-16仕様に変換するアダプタも非公式に流通した。
また、北米においてはTurboGrafx-16を業務用ゲーム機として展開する計画も立てられていたが、こちらは業務用ゲーム機のメーカーの反発や、NECホームエレクトロニクスの北米法人内で業務用ゲーム機業界に詳しい者がいないことなどが原因で頓挫した。
欧州市場ではフランスを除いて正式販売は行われなかった。フランス版HE-SYSTEMは、当時日本で販売されていた本体をRGB仕様に改造したのみで、本体の形状や商品名称などは日本と同様PC Engineとなっていた。イギリスではNTSC出力のままの米国モデルがTelegames社より極少数販売された実績がある。
アジア市場では大韓民国でも発売され、韓国版HE-SYSTEMは、大宇電子がZemmix PC Shuttle（CPG-100）としてZemmixのラインナップの一部でPCエンジンシャトルを輸入し、その後はPCエンジンシャトル自体が生産を終了したということもあり、ヘテ製菓からも『ヘテ バイスター(해태 바이스타)』の名称でハドソンとの共同開発によるオリジナルの本体で発売されていた。ただ、NEC-HEは一切関与していなかった。ソフトのラインナップは、基本的に日本や北米からHuカードのみを輸入し、ラベルを貼り替えて独自のパッケージに入れたものだった。そのため、コナミのタイトル全般や、ドラえもんのゲームなど、北米で発売されていないタイトルも含まれていた。
なおTurboGrafx-16は本体の大きさが国内版に比べ横幅が倍になっているが、これは本体が小さくて価格が高いと割高感が出て敬遠されるというアメリカの消費者心理を考慮したためである。またCD-ROMユニットは本体後部に接続する形式を取っているが、CD-ROMユニットの大きさは国内版と同じのため、組み合わせると、さらに特異な形状（真上から見ると『凸』型）となる。
またTurboGrafx-16の名称はPCエンジンは画像処理周りなど一部の処理を16ビットで行っていたため、Sega Genesis（北米版メガドライブ）及びSuper Nintendo Entertainment System（北米版スーパーファミコン）が搭載していた16ビットCPUの話題性に対抗する意味でつけられた。

## ハードウェア

### 開発経緯

#### チップの開発
当時、ハドソンの目指す高度な表現に対してファミコンやパソコンの「性能の限界が見えてきた」という状況に直面していた。この問題に対して「自分たちが欲しいものを自分たちの手で作り上げる」という目的でハドソン社長の工藤浩をはじめとしたハドソン技術者たちが動き出した（ハドソンはシステム開発も行っており、また半導体技術者も擁していた）。ハドソン技術者の山村喜美夫は「ハードを作るという発想ではなく、ソフトを作る発想で開発が始まったんです。ハードメーカーがハードを作ってくれないなら、性能を上げるためのチップを作ってみようということになったわけです。最初から新しいハードを作ろうとしていたわけではなく、あくまでチップの開発だったんです」と語っている。
この時点ではビジネスのことは考えておらず、単純に「自分たちの夢を追いかけただけ」である。
しかし、半導体メーカーではないハドソン単体ではチップを作ることができない。開発者（岡田節男・山村喜美夫、他1名）が仕様書を書き、半導体メーカーに持ち込んでも「北海道から来た訳のわからない会社」では信用されない。NECを含む国内の主な半導体メーカーには断られた。
最後に訪問したセイコーエプソン（以下エプソン）で、ようやく工藤の話をまともに聞いてくれた。ここで工藤は「別に売るつもりはないから、とにかく一個作ってほしいんだ」「自分の机にファミコンより性能のいいゲーム機があればいいんです」という話をしている。対するエプソン担当者が開発には相当な額がかかると言うと、工藤は「お金はいくらでも用意します。何なら、いまここに積みますから」と返した。この時点で相手もあきれていたと後に工藤は言っている。
こうしてチップの開発はスタートした。ハドソン、エプソン双方のメンバーがほぼ同年代で、細かい点ではよく話し合って決めた部分もあるので山村は「一緒に作ったという感覚が強い」と証言している。そして完成したのが『Hu-7』（工藤の証言より。山村の証言ではHu6270と呼んでいる）と呼ばれるチップである（山村はHu6270の開発スタートが1985年春、Hu6270の完成のめどがつき、次の段階に進んだのが1985年末から1986年初め頃と証言している）。費用は2億円、数量として「1000個だか10000個だか（工藤の証言より）」が作られた。
（出典）

#### ゲーム機の開発
完成したHu-7（Hu6270）の画像処理能力はファミコンのCPUを上回る性能を見せ、独自の新ハードの野望を抱かせるようになった。
ハドソンは、これをまずシャープに持ち込んだ（「思ったよりもいいものができたというか、画像の処理能力なんかファミコンのCPUよりも数段いい。これを使って何かできるんじゃないかと思って、とりあえずパソコンの関係でおつき合いのあったシャープさんにそれを見せたわけです。そうしたら『これは商売になる！』というんで話が一気に盛り上がって…」と工藤は証言している）。結局シャープとは話がまとまらなかった。任天堂と協力関係にあり、それがネックになったといわれている。
次に工藤が向かったのがNECである。ここで幸運なことに「ちょうどゲーム機を作りたいと思っていたんだ」という対応を受け、話がスムーズに進んでいった。
一方のNECも任天堂のファミコンの急速な普及に触発され、1983年末頃から後藤富雄を中心とした若手社員により、社内で「パソコン以外の何か」を作るための議論が続いていた。1985年に「記録メディアにCD-ROMを使ったゲーム機」という結果となった。目標価格を10万円以下に設定したが、ゲーム機用の安価なチップ（CPU）を内製化する設計力がNECには当時無かった。そのため計画が頓挫していた。NECの多部田俊雄も当時から家庭用のCD-ROMの企画書を提出していたが価格の問題があり却下されていた。
工藤が完成品のチップと一緒にNECを訪問したのはちょうどその頃で「PC-8801の後継機としてCD-ROMを搭載したマシンを作りたいNEC」と「スプライトに強いチップを売り込みたいハドソン」という二者の利害が一致した。
その後チップの開発とツール開発が同時進行して、チップはエプソン、製品化はNEC、Huカードは当時の三菱樹脂とハドソンが共同開発することでPCエンジンは誕生した。
（出典）

#### CD-ROM2の開発
上記の通りNECからハドソンにもたらされたCD-ROM機開発計画であるが、PCエンジン発売後1年でCD-ROM2本体として発売されることになった。当時パソコン用のCD-ROMドライブは本体接続用のインターフェースと合わせて25万円もしていたが、価格を5万7800円に落とすことで、家庭用ゲームへの採用を可能にした。搭載されたRAMの容量はメイン64KB、ADPCM用64KBだった。このため大きなデータを一度に取り込めず、凝った演出を行うために頻繁なロードが必要だったが、この問題点は後にスーパーCDROM2、アーケードカードへとRAM容量が拡張されることで解決していった。
シークに片道で3秒、往復で最大6秒かかるため、複数のファイルをバラバラに読ませる、読み取り時にエラーが発生するなどの状況下では実用性に問題が出るほど時間がかかった。ゲームの進行などで一部のデータだけが変更される事象が起こった場合、差分をバラバラに読むのではなく「それらをひとまとめにしたファイルを進行毎に用意してシークをなるべくさせないで一度に読み込む」方式を採用した。データの二重保存と合わせてCD-ROM内でデータトラックが占める割合が大幅に増すことになったが、CD-ROM自体が大容量であったのでこのような対処が可能であった。
CD-ROM2の発売以前、ハドソンの朝礼の時に中本伸一がCDを持ってきて「お前ら、この中にゲームが入るから」と発言したがハドソンの他の開発者たちは当時「CD=音楽CD」という知識しか無く、中本が何を言っているのか分からなかったという。このようにハドソン社内でも具体的な形になるまでは開発情報の公開に制限がかかっていたという話がある。
システムカードがバージョン2.0以降の物からはCD-G (CDグラフィック)に対応する様になり、カラオケ用の再生プレーヤーとしても利用が可能となった。

### コア構想
PCエンジンは「コア構想」という拡張思想を持ち、パーソナルコンピュータのようにコア（核）の役割を持たせ、様々な周辺機器を接続することでゲーム以外にも対応させる。いわば周辺機器のエンジンに見立たものであり「PCエンジン」の命名はここが由来である。そのためDUO系統を除く本体にはゲーム機としては最小限の機能しか無く、他社ゲーム機では標準装備もしくはカートリッジに内蔵されるような機能も別売りの周辺機器で補完していく必要があった。
構想の要であった拡張バスは初代PCエンジンから始まり、コアグラフィックス系統などの本体後部に標準装備されており、周辺機器の接続は主にこれを使う。多くの周辺機器が発売されたが、拡張バスを用いる機器は排他仕様であり、またLTやスーパーグラフィックスなどハードの形状が統一されておらず接続できない代物もあった。この問題を解決するために「周辺機器を接続するための周辺機器」も発売された。拡張バスは機能を追加するものであったが、性能を向上するためのものではなかったためPCエンジンをスーパーグラフィックス相当にする周辺機器は発売されず、専用ソフトをプレイするにはスーパーグラフィックス自体を別途購入する必要があった。
PCエンジン専門誌の一つ「マル勝PCエンジン」でも1989年10月号の116頁では天の声2をAV出力へ対応させるための改造記事を掲載したり、PCエンジンSGについて1989年12月でに記事を組んだものの19頁で「みんな自分のマシンが旧機種になってしまうという不安を感じているようだ。しかし価格設定や販売方針を考えると、この新機種が主流になることはまずないと言ってよさそうだ」と記載しており、ユーザーへの余計な出費をさせないような配慮も行っている。

### HE-SYSTEM
NEC-HEとハドソンによって提唱された規格。ライセンス商品の証明としてPCエンジンに関連する本体とソフトウェアには必ずロゴが記載されている。なお、「HE-SYSTEM」（エイチイーシステム）の「HE」はHome Entertainmentの略であり、『ホーム・エンターテイメント・システム』という意味である。
そのPCエンジンのブランドロゴはNECが販売する日本国内向けのHE-SYSTEMのハードで用いられているため、他社製品のレーザーアクティブに関しては、NECからもOEM供給することによってPCエンジンのロゴを使用できたのに対し、X1twinに関しては、NECの製品ではないが、ハドソンが開発に関与しているため、HE-SYSTEMのロゴだけを使用しており、PCエンジンのロゴは一切使用していない。
CD-ROM2用のディスクをCDプレーヤーで再生した時の警告音声に関しては、標準メッセージからではあるが、「HE-SYSTEMのCD-ROMディスクです」と言っており、PCエンジンの名称は一言も発していない。これは、登場キャラクターが担当するタイトルも同様の措置である。

### ソフトウェア媒体と規格
PCエンジンは時期によりパソコンのように拡張を繰り返し、1つのハードに2つの媒体で計5つの規格のソフトが流通した。
- HuCARD：ICカード型のROMカートリッジ。小型なメディアだったので携帯型ゲーム機のPCエンジンGTが発売された。
  - HuCARD
  - PCエンジンスーパーグラフィックス専用HuCARD

HuCARDのパッケージはCDアルバムの様な大きさ、太さのケースに収納されていて、ケースの背面にはメーカーシールのみのソフトも多数あり、どのようなゲームなのかが確認し難い要素があった。
- CD-ROM
  - CD-ROM2：家庭用ゲーム機としては世界初のCD-ROMの採用例である[5]。
  - SUPER CD-ROM2
  - アーケードカード専用CD-ROM2

### バックアップ機能
Huカードにはバックアップ機能がなかったため、初期のソフトはゲーム再開時にパスワードを手動で入力する必要があった。
やがて天の声2やバックアップブースターなど周辺機器が発売されるとセーブデータ・バックアップが可能になった。1つで複数のソフトに対応する必要からファミコンなどのカートリッジ内蔵式のものよりは容量が大きい。CD-ROM2が発売されると本体の機能として統合された。DUOの登場で拡張バスが廃止され、またゲームのデータの肥大化に伴いHuCARDスロットやコントローラーポートで接続する機器も発売された。

### コントロールパッド
標準パッドは見た目を変えているものの、ボタンの配置と大きさはファミコンのIコンと同等のものとなっている。十字ボタンのみ形状が変更されており、ボタン類は名称が異なるものの、「START→RUN」「A/Bボタン→I/IIボタン」と位置関係上それぞれ対応している。PCエンジンコアグラフィックス以降の機種ではそれぞれ色調を合わせた連射パッドが標準装備されている。その後ボタン数（3/6ボタン仕様）を変えたものが発売されている。
また「RUNボタン」を押しながら「SELECTボタン」を押すことでリセットをかける機能が基本的にソフト側に搭載されている（『妖怪道中記』など、サードパーティー製のソフトでは例外的に「SELECT」→「RUN」でもリセットを行える場合がある）。この操作はマルチタップ経由でも可能なので、1プレイヤーのみが可能な機能には留まらない。
パッドは脱着式だが本体にはコントローラー端子が1つしか無く、2人以上の同時プレイには別売りのマルチタップを購入し、端子を増設する必要がある。マルチタップは5人用の他に、3人用・2人用等、ゲームの用途に合わせて発売されている。

### 仕様

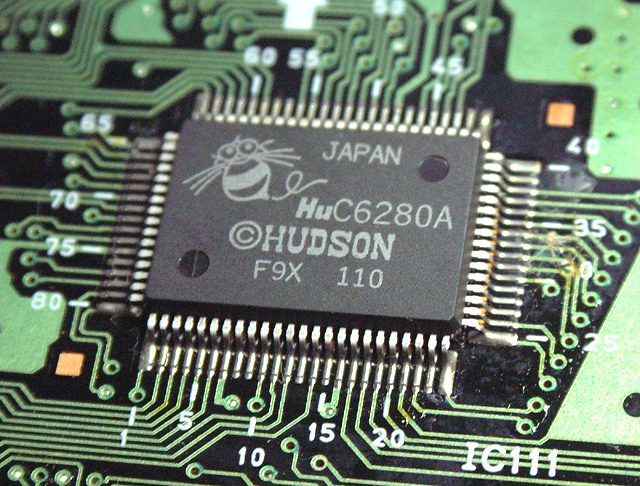
CPU HuC6280A

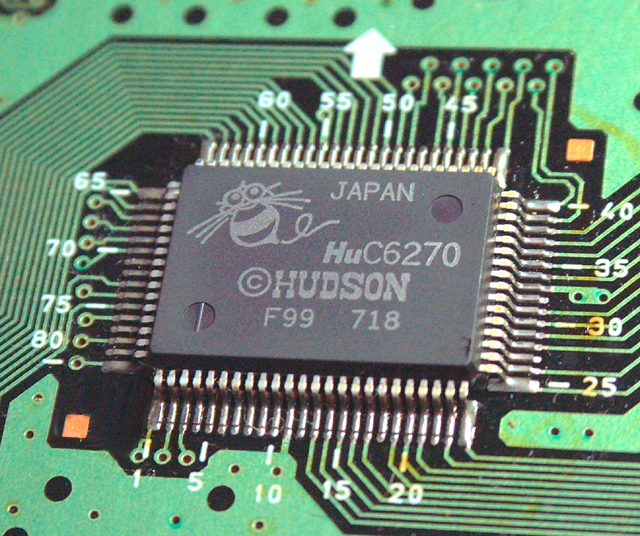
VDC HuC6270

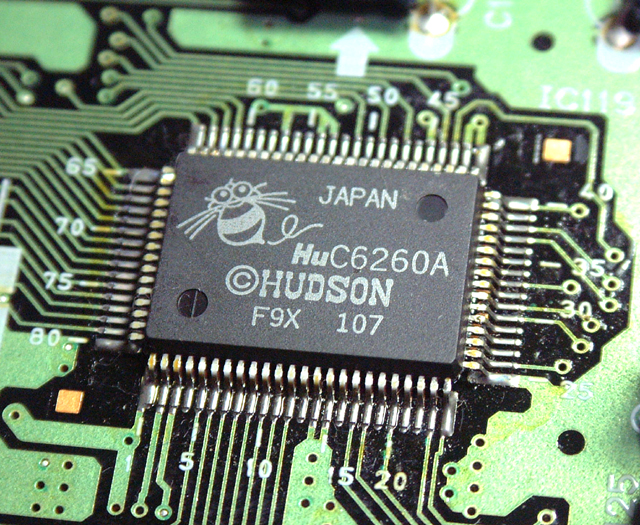
VCE HuC6260A

CPU：HuC6280（音源内蔵）
- CPU部：6502互換

クロック：1.79MHz/7.16MHz （ソフトウェアで選択可能）
ファミリーコンピュータやコモドール社のパソコン等に搭載されたMOS 6502互換CPUに、独自に命令を追加したカスタムCPUを採用。クロック周波数は7.16MHzで、1.79MHzのファミリーコンピュータに対して4倍の動作周波数を実現。
- 音源部：波形メモリ6音または波形メモリ4音+ノイズ2音（1周期32アドレス波形メモリ方式、LFO内蔵）。Ch.0とCh.1はLFOで合成させてFM音源のような変調音を作ることが可能。

波形メモリを使わずにCPUで直接値を書き換えて出力するDirect D/Aモード有り。タイマー割り込みで同期を取ってストリーミングさせることでサンプリング周波数7kHz相当の5bitPCM音声が再生可能。ただしサンプリングの発音数が多くなるにつれそれ相応のCPU負荷が生ずる。またサンプリングを使用時は発音数に応じて波形メモリ側の音数は間引かれる。※例 サンプリング3音を使用の場合は残り3音で波形メモリやノイズを発声する。
VDC (Video Display Controller)：HuC6270
VCE (Video Color Encoder) ：HuC6260
※ CPU・VDC・VCEの詳細はHuC62を参照。
メモリ
- メインRAM：8KB
- VRAM：64KB（32KB+32KB）

RAMには高速なSRAMを使用

表示解像度（単位は画素）
- 256×240
- 320×240(N/A)
- 336×240
- 512×240

TV の表示範囲に入るのは 224 ライン程。横方向の画素数は256、336、512の3種類から任意で切り替え可能。
VDC（HuC6270）に16ビットのレジスタがあり、横512の座標も問題なく扱える。
画素単位で制作したグラフィックを横512画素で表示するにはVRAMの容量が不足するが、BG画面（後述）を使うことで表示可能。
縦スクロールシューティングなどでは、256×240ドットの解像度を336×240ドットの画面モードで表示することで、アーケードゲームの縦画面に似せるモードが設けられたものもあった。
画面発色数
512色中最大481色 ※最大512色同時表示や最大112色の同時表示が可能という事実と違う広告も多数あった。
RGB各3ビットの512色からBGとスプライトでそれぞれ256色をエントリ可能。
スプライト：（256色中15色+透明色のパレット）×16スロット
BG：（256色中15色+共通色のパレット）×16スロット
NTSC信号出力の際に、カラーバースト信号を切ってモノクロ表示にすることが可能。
スプライト
- 最大64個（1個のスプライトサイズは16×16から最大32×64 カラー指定512色中15色+透明色）
- 横方向へ16×16のサイズを最大16個（横320ドットモード時は14個に制限される。）

バックグラウンド（BG画面）
1画面（1キャラクタ8×8画素固定で最大2048個定義 カラー指定512色中16色 ただし内1色はBGパレット内で共通色となる）。この仕様により多重スクロールは苦手である。そのため背景の一部をスプライトにする・バックグラウンドのキャラクタを複数用意してアニメーションさせる、横方向ではそれに加えラスタースクロールを併用することで対応している。なお、これらは他のゲーム機でも使われるテクニックである。

## バリエーション
コア構想に基づき多くの本体・周辺機器が発売された。
NEC製
| 型番      | 名称                             | 発売日         | 拡張バス | 備考 |
| --------- | -------------------------------- | -------------- | -------- | --- |
| PI-TG001  | PCエンジン                       | 1987年10月30日 | 有       | 初代機。この機種のみ映像出力がRF端子となっている。 |
| PC-KD863G | PC-KD863G                        | 1988年9月27日  | 無       | PCエンジンをCRTディスプレイに内蔵させたもの。RGB接続により画面が鮮明に映る。そのためゲーム雑誌では画面撮影の用途に使われたという。発売当時の価格は138,000円。       |
| PI-TG2    | PCエンジンシャトル               | 1989年11月22日 | 無       | 拡張バスを省いた廉価版。 |
| PI-TG3    | PCエンジンコアグラフィックス     | 1989年12月8日  | 有       | 初代PCエンジンのモデルチェンジ版。映像出力をRF信号からコンポジット映像信号にしたもの。                                                                              |
| PI-TG4    | PCエンジンスーパーグラフィックス | 1989年12月8日  | 有       | グラフィックチップを2つ搭載して、表示能力を2倍にした上位機種。 |
| PI-TG6    | PCエンジンGT                     | 1990年12月1日  | 無       | PCエンジンの携帯型ゲーム機。 |
| PI-TG7    | PCエンジンコアグラフィックスII   | 1991年6月21日  | 有       | コアグラフィックスのモデルチェンジ版。 |
| PI-TG8    | PCエンジンDuo                    | 1991年9月21日  | 無       | SUPER CD-ROM2本体との一体型。システムカードが内蔵され本体だけで起動する。CD蓋部のロック機構や専用バッテリー端子など独特の機能がある。CDグラフィックスの再生機能搭載 |
| PI-TG9    | PCエンジンLT                     | 1991年12月13日 | 有       | 従来のPCエンジンと同様の筐体に、開閉式の液晶モニター、スピーカー、TVチューナー、コントローラー等を内蔵したもの。本体をCD-ROM²システムに着用可能。                   |
| PI-TG10   | PCエンジンDuo-R                  | 1993年3月25日  | 無       | PCエンジンDuoの廉価版。ヘッドフォン端子やバッテリー端子等を省いた。                                                                                                 |
| PCE-LD1   | レーザーアクティブ               | 1993年12月1日  | 無       | パイオニア製レーザーアクティブのOEM。 |
| PCE-DUORX | PCエンジンDuo-RX                 | 1994年6月25日  | 無       | Duo-Rのマイナーチェンジ版。CD-ROMドライブが改良されている。 |

他社製
| 型番       | 名称               | 発売日        | 拡張バス | 備考                                                             |
| ---------- | ------------------ | ------------- | -------- | ---------------------------------------------------------------- |
| CZ-830C-BK | X1 twin            | 1987年12月    | 無       | PCエンジンをシャープが開発していたパソコン、X1に内蔵させたもの。 |
| CLD-A100   | レーザーアクティブ | 1993年8月20日 | 無       | パイオニア製。                                                   |
| CPG-100    | Zemmix PC Shuttle  | 1990年        | 不明     | HE-SYSTEMの 韓国専売版にあたり、Zemmixブランドで発売された。     |

### 各ソフトの規格に対応する機器

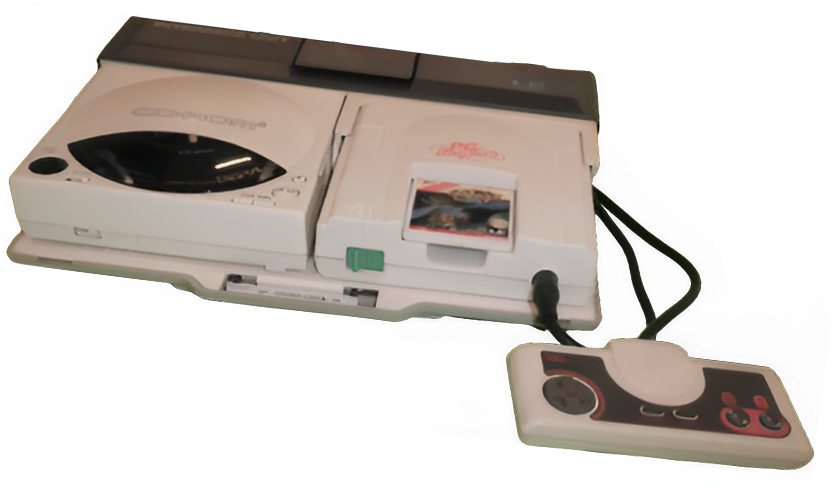
標準クラスのプレイ環境の一例:
コアマシン + CD-ROM^{2} + 各種システムカード

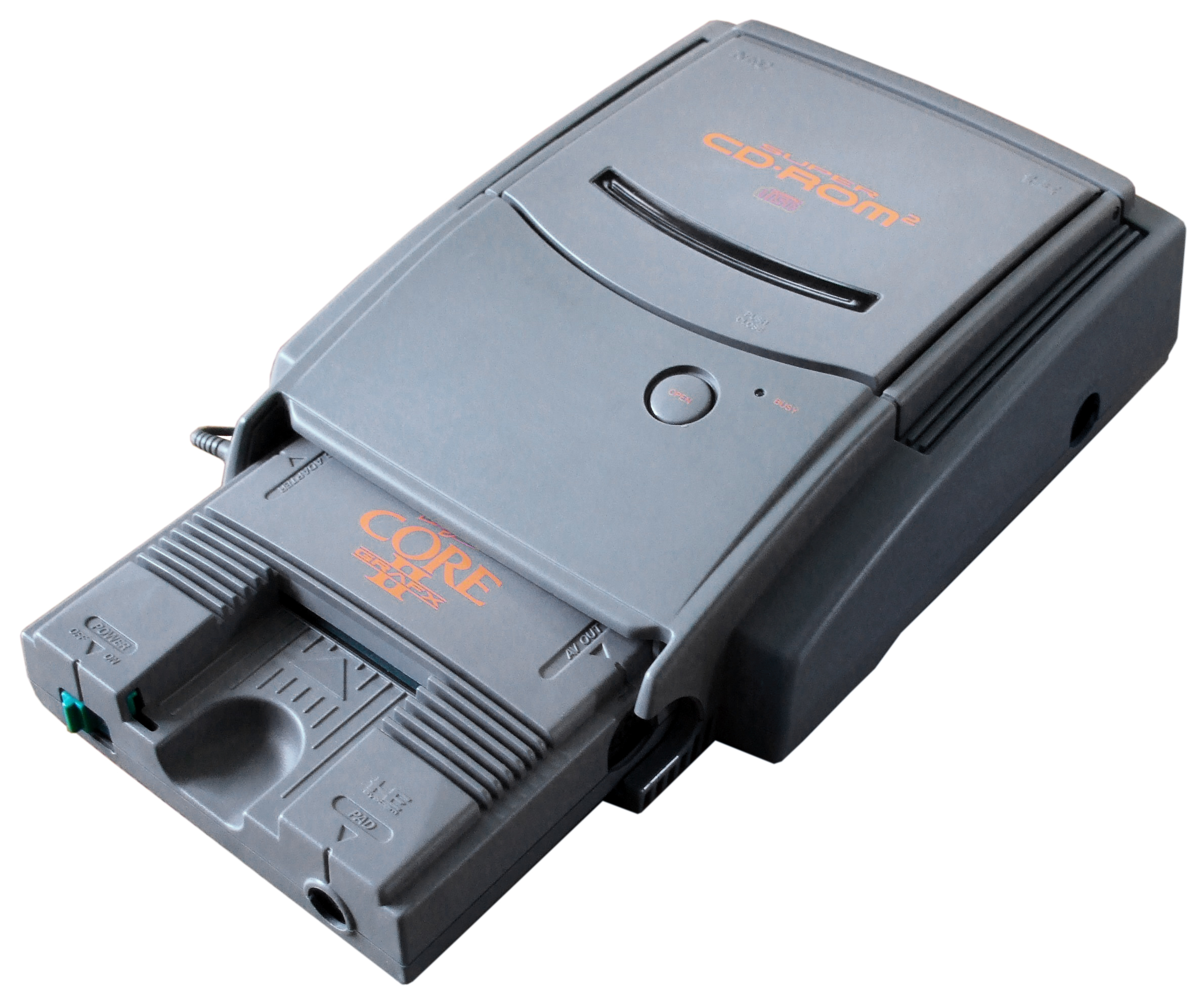
標準クラスのプレイ環境の一例:
コアマシン + SUPER CD-ROM^{2}

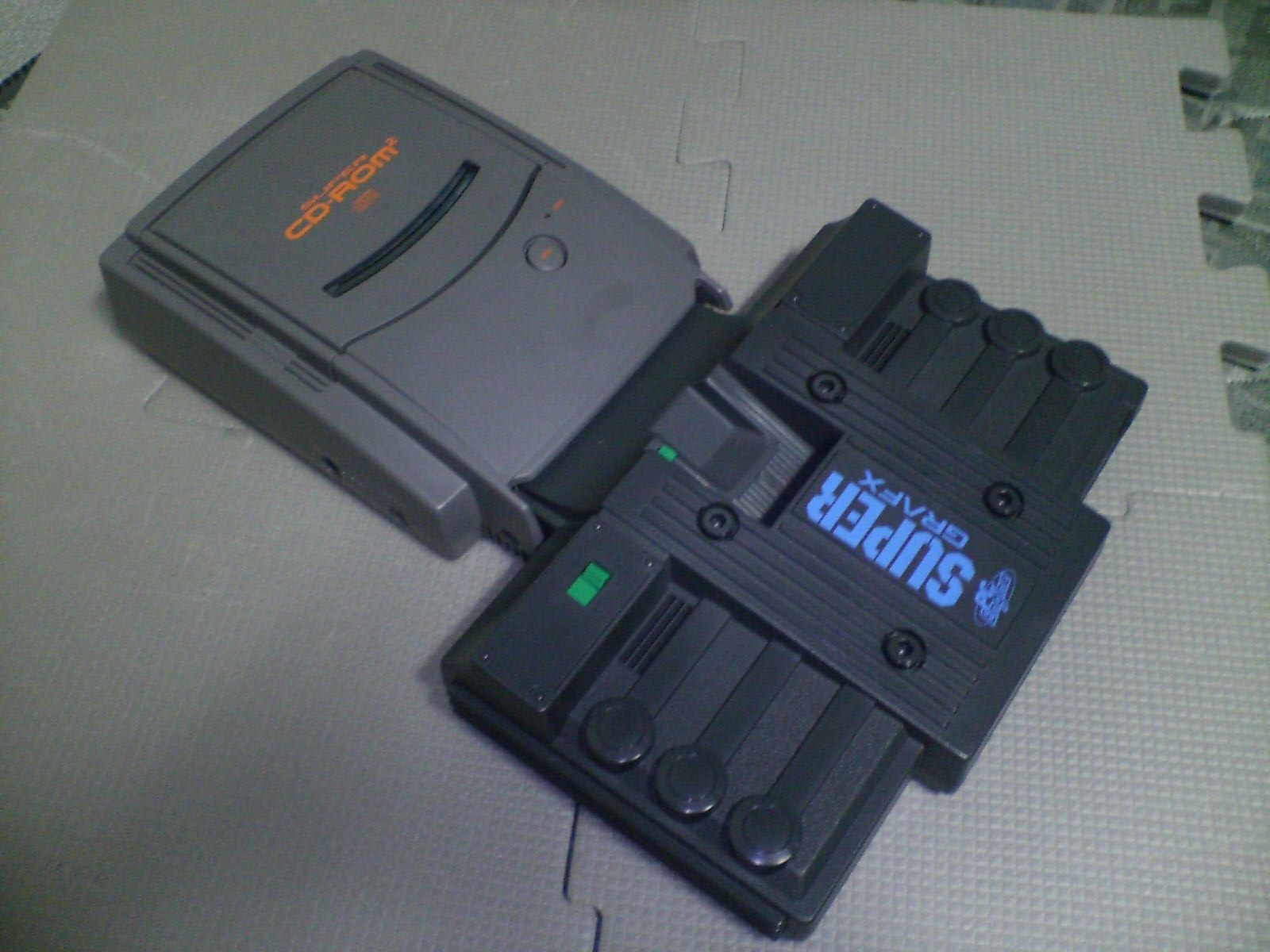
スーパーグラフィックス + SUPER CD-ROM^{2}。アーケードカードがあればLD-ROM^{2}以外の全ソフトのプレイが可能

一般に多く流通したソフトを遊ぶにはSUPER CD-ROM2が可動する環境があれば良いが、上記の通り本体および周辺機器共に多くのバリエーションが存在するため、システムの組み合わせパターンは数多い。分類すると下記のようになる。なお下記では、初代PCエンジン・PCエンジンコアグラフィックス・PCエンジンコアグラフィックスIIを合わせ「コアマシン」と称する。
- 発売されたソフトの規格
  - 動作可能な本体、ハード、システムの組み合わせ
- HuCARD
  - 全PCエンジンハード
- HuCARD（PCエンジンスーパーグラフィックス専用）
  - PCエンジンスーパーグラフィックスのみ
- CD-ROM2
  - コアマシン + CD-ROM2 + 各種システムカード
  - コアマシン + SUPER CD-ROM2
  - PCエンジンスーパーグラフィックス + ROM2 Adapter + CD-ROM2 + 各種システムカード
  - PCエンジンスーパーグラフィックス + SUPER CD-ROM2
  - PCエンジンLT + SUPER ROM2 ADAPTER + SUPER CD-ROM2
  - PCエンジンDuo系列機（R・RXを含む。以下同様）
  - レーザーアクティブ+LDRom2パック
- SUPER CD-ROM2
  - コアマシン + CD-ROM2 + システムカードVer.3.00（SUPER SYSTEM CARD） or アーケードカードPRO
  - コアマシン + SUPER CD-ROM2
  - PCエンジンスーパーグラフィックス + ROM2 Adapter + CD-ROM2 + システムカードVer.3.00（SUPER SYSTEM CARD）or アーケードカードPRO
  - PCエンジンスーパーグラフィックス + SUPER CD-ROM2
  - PCエンジンLT + SUPER ROM2 ADAPTER + SUPER CD-ROM2
  - PCエンジンDuo系列機
  - レーザーアクティブ+LDRom2パック（パック内蔵のスーパーシステムカード機能の場合不具合が出るソフトが有るので、その場合スーパーシステムカードをHuカードスロットに挿すことで回避可能）
- アーケードカード専用CD-ROM
  - コアマシン + CD-ROM2 + アーケードカードPRO
  - コアマシン + SUPER CD-ROM2 + アーケードカードDUO or アーケードカードPRO
    - 以下も含め、SUPER CD-ROM2上（Duo系列機含む）でのアーケードカードPROの使用は公式にはサポート外

  - PCエンジンスーパーグラフィックス + ROM2 Adapter + CD-ROM2 + アーケードカードPRO
  - PCエンジンスーパーグラフィックス + SUPER CD-ROM2 + アーケードカードDUO or アーケードカードPRO
  - PCエンジンLT + SUPER ROM2 ADAPTER + SUPER CD-ROM2 + アーケードカードDUO or アーケードカードPRO
  - PCエンジンDuo系列機 + アーケードカードDUO or アーケードカードPRO
  - レーザーアクティブ+LDRom2パック+ アーケードカードDUO or アーケードカードPRO

## 周辺機器
発売された本体が多岐にわたるため、それぞれの本体に対応する周辺機器は以下のページを参照すること。
- CD-ROM2 - CD-ROM2#周辺機器
- SUPER CD-ROM2 - SUPER CD-ROM2#周辺機器
- PCエンジンDuo - PCエンジンDuo#周辺機器
- PCエンジンシャトル - PCエンジンシャトル#周辺機器
- PCエンジンコアグラフィックス - PCエンジンコアグラフィックス#周辺機器
- PCエンジンGT - PCエンジンGT#周辺機器
- PCエンジンLT - PCエンジンLT#周辺機器
- PCエンジンスーパーグラフィックス - PCエンジンスーパーグラフィックス#周辺機器

### CD-ROM
| 型番   | 名称          | 発売日         | 備考                         |
| ------ | ------------- | -------------- | ---------------------------- |
| CDR-30 | CD-ROM2       | 1988年12月4日  | PCエンジンのCD-ROMドライブ。 |
| PI-CD1 | SUPER CD-ROM2 | 1991年12月13日 | 上位規格のCD-ROM2システム。  |

### セーブ用外部メモリ
- 天の声2

| 型番    | 名称                     | 発売日         | 備考 |
| ------- | ------------------------ | -------------- | --- |
| HC66-6  | 天の声2                  | 1989年8月8日   | 拡張バスに接続するセーブ用外部メモリでハドソンが発売。内容保持に単3電池を使用するため電池が切れたらデータも消失する。本体通電中なら電池交換してもデータは保持される。AVブースターと併用はできないため初代PCエンジンよりも1989年12月8日に発売されたコアグラフィックス向きである。価格・流通量の多さにより利用者数はバックアップブースターより多い。名前の由来はハドソンのRPG『桃太郎伝説』のパスワードが「天の声」という名称だったことによる。 |
| PI-AD7  | バックアップブースター   | 1989年11月12日 | 天の声2とAVブースターの機能を併せ持つため、IFU-30と同様にRF出力しかない初代PCエンジンでAV出力とセーブ機能を両立できる。天の声2よりは高価だが、IFU-30に比べると機能を絞り込んだ分値段が安い。 |
| PI-AD8  | バックアップブースターII | 1989年12月8日  | バックアップ用電源がキャパシタ（コンデンサ）に変更され、本体使用中に充電されるようになった。同時発売のコアグラフィックスでの使用が前提でAVブースター機能を削除し価格も下げられた。 |
| HC692   | 天の声BANK               | 1991年9月6日   | HuCARD型のセーブ用外部メモリ。言わばPCエンジン用SRAMカード。それまでの外部記憶ユニットのセーブデータを4台分バックアップできる。バンク切り換え式でゲームタイトルごとの管理はできない。電池は内蔵リチウム電池で長寿命であったが交換不可能。隠し要素としてハドソンの人気ゲームのデータが初めから記録されていた。 |
| PI-AD19 | メモリーベース128        | 1993年3月      | パッド端子に接続して使用するセーブ用外部メモリ。後期ソフトのセーブデータの肥大化に対応し容量は128KBと非常に大きいが、対応ソフト以外は使用不可能。コーエー発売の同機能の周辺機器「セーブくん」もある（『信長の野望・武将風雲録』・『三國志III』などの一部に同梱）。 対応ソフトのうち、『エメラルドドラゴン』・『リンダキューブ』・『プライベート・アイ・ドル』・『ぽっぷるメイル』の4本には本体のバックアップメモリとの間でセーブデータをコピーするなどの操作が出来る管理ユーティリティを内蔵。『エメラルドドラゴン』・『リンダキューブ』は共通のツールでデータの互換性があるが、『プライベート・アイ・ドル』と『ぽっぷるメイル』は両者との互換性はない。 |

### 映像/音声出力
- PCエンジン用ACアダプタ

| 型番    | 名称                         | 発売日         | 備考 |
| ------- | ---------------------------- | -------------- | --- |
| PAD-105 | ACアダプタ                   | 1987年10月30日 | |
| PAD-106 | ACアダプタ                   |                | |
|         | アンテナスイッチ             | 1987年10月30日 | 初代PCエンジンで使用可能。RF信号を出力するための機器。 |
| PI-AD2  | AVブースター                 | 1988年4月8日   | 拡張バスに接続するコンポジット映像信号出力用の機器。初代PCエンジンでの使用が前提の商品。専用のDIN5ピンコネクタで本体と接続するコアグラフィックスと違い、汎用のAVケーブルをダイレクトに挿すことができる。 |
| PI-AN2  | AVケーブル                   | 1989年11月22日 | 初代PCエンジン以外で使用可能なステレオAVケーブル。 |
| PI-AN3  | RFユニット                   | 1989年11月22日 | AVブースターとは逆にコンポジット映像信号出力のマシンに使用し、RF信号を出力するための機器。 |
| PI-AD20 | バーチャルクッション         | 1992年12月18日 | エアークッションにサブウーファーを内蔵。音声が出力されるとクッション内の空気が振動する機器。アンプ・エアークッション本体・カバーに分かれている。AVブースター等が付いたPCエンジンと直接接続するのは困難で、TV側の外部出力端子から接続されるのが一般的。発想は先進的だが本体価格が高く、長期間使用するとエアークッションの空気が漏れる・接触不良で音声や振動が出ない等の影響か普及には至らなかった。 |
| CA-54   | PCエンジンコネクターケーブル |                | NEC製テレビ専用の接続ケーブル。一部のNECのTVに「PCエンジン端子」があり、ケーブル一本で映像/音声の入力・電源供給が可能。 |

### パッド関連
- PCエンジン用パッド
- パッドの接続プラグ
- ターボスティック

| 型番                    | 名称                   | 発売日         | 備考 |
| ----------------------- | ---------------------- | -------------- | --- |
| PI-PD001                | PCエンジンパッド       | 1987年10月30日 | 初代PCエンジンに同梱されていたパッド。 |
| PI-PD002 PI-PD06 PI-PD8 | ターボパッド           | 1987年10月30日 | PI-PD001に連射機能を付けたもの。 |
| PI-PD003                | マルチタップ           | 1987年10月30日 | パッドを5つまで接続できる純正機器。本体のみではパッドを1つしか接続できなかった弱点が逆に普及を促し、ファミコン以上に多人数同時プレイソフトを登場させることとなった。2人用や4人用のサードパーティ製のものもあった。                                            |
| PI-PD4                  | ターボスティック       | 1988年10月1日  | NEC-HE純正では唯一のジョイスティック型コントローラ。 |
| HC63-8                  | ジョイタップ3          | 1988年10月4日  | 純正品。マルチタップの廉価版で、3つまでしかパッドを接続できない。 |
| PI-PD5                  | ターボパッドII         | 1989年11月22日 | PCエンジンシャトルの形状に合わせたターボパッド。 |
| NAPD-1001               | アベニューパッド3      | 1991年1月31日  | 3ボタン操作のフォーゴットンワールドの発売に合わせて登場。IIIボタンはSELECTかRUNボタンのいずれかに設定して使用する、連射もできるのでRUNボタンに設定してスローモーション（ポーズの連射）をかけることも可能。                                                    |
| PI-PD10                 | PCエンジンマウス       | 1992年11月27日 | 後期、PCから移植等の一部ゲームに対応。親指で押せるセレクトボタン・ランボタンも付いており、当時としては珍しい4ボタンマウスだった。 |
| PI-PD11                 | コードレスマルチタップ | 1992年12月18日 | PCエンジンDuoに合わせたデザインの純正品。パッド信号を赤外線で伝達することでコントローラのコードレス化を実現。コードレスマルチタップ自体はPCエンジン本体のパッド端子に接続する。コードレスパッドを5本揃えれば5人同時プレイ可能である。受信可能距離は約3mまで。 |
| PI-PD12                 | コードレスパッド       | 1992年12月18日 | コードレスマルチタップ用のパッド。単四乾電池4本必要。 |
| NAPD-1002               | アベニューパッド6      | 1993年5月28日  | 6ボタンパッド。『ストリートファイターII'』の移植に対応する形で登場。 |
| PCE-TP1                 | アーケードパッド6      | 1994年6月25日  | 6ボタンパッド。PC-FXの標準パッドとデザインがほぼ同じ。 |

### グラフィック
| 型番   | 名称               | 発売日        | 備考                                                                                     |
| ------ | ------------------ | ------------- | ---------------------------------------------------------------------------------------- |
| PI-AS1 | アーティストツール | 1989年9月29日 | グラフィックソフト。イラストブースターがなくてもパッドで描画可能。画像の保存機能は無し。 |
| PI-AD3 | プリントブースター | 1989年9月29日 | 本体に接続できるプリンター。ペンを差し込んで使うペンプロッター式。                       |
| PI-AD4 | イラストブースター | 1989年9月29日 | 専用ペンタブレット。透明なので下絵をなぞることができる。                                 |
| PI-AD5 | フォトリーダー     | 1989年9月29日 | ペン型モノクロイメージスキャナ。プリントブースターのリーダ端子に接続して使用する。       |

### ライセンス品
| 型番        | 名称                       | 発売元             | 備考                                   |
| ----------- | -------------------------- | ------------------ | -------------------------------------- |
| AS-7749-EG  | アスキースティックエンジン | アスキー           |                                        |
| BT-BG1      | バトルパッド               | ビッグクラブ       |                                        |
| BT-BG2      | バトルタップ               | ビッグクラブ       |                                        |
| HJ-13       | ホリコマンダーPC           | ホリ電機           |                                        |
| XE-1 PRO HE | ジョイスティック           | マイコンソフト     |                                        |
| XHE-3       | ジョイスティックアダプタ   | マイコンソフト     | アタリ仕様のコネクタを変換するアダプタ |
| CJPC-101    | パチンコ専用コントローラー | ココナッツジャパン |                                        |
| KH-1001     | セーブくん                 | 光栄               |                                        |

### 非純正品
- PCエンジンのパッド端子は汎用のミニDIN8pinコネクタを採用している。同じミニDIN8pinコネクタを採用しているPC-9801用のキーボード延長ケーブル(2016年時点の現行品の例としては KB-K98-3K、KB-K98K)をPCエンジンのパッド延長ケーブルとして使える。
- 2020年4月上旬にコロンバスサークルより無改造でポータブル化できる外付け液晶ディスプレイが発売された[24]。これによって安価にPCエンジンLTを再現することが可能になった。

### 発売中止
通信ブースター
モデムとRAMディスクを内蔵した拡張アダプタと、同梱品の通信ツールを使用して、テキストベースのパソコン通信が行えるという物。通信ツールにはBASICインタプリタが含まれており、ユーザが作成したゲームをPDS化して公開する構想もあった。1988年に雑誌の企画として、ホスト用のパソコンと電話回線を介したPCエンジン同士の通信や手書き文字の送受信が行われた他、1990年にはPC-VAN会員限定で一般モニターが募集されたが、開発期間が長引き性能が陳腐化したなどの理由で発売中止となる。
XPE-1RGB(仮称)
マイコンソフトより発売予定だった。本体をRGB接続に対応させる外部接続アダプタ。CD-ROM2との互換性を維持するため、PCエンジン本体の下に積むという独特の接続方法になる。形状の合致しないスーパーグラフィックス、専用バックアップユニット接続端子のみ対応のシャトル、拡張バスの無いDuoには非対応。
PCエンジン標準の映像出力方法はRF接続とRCA端子のみだが、拡張バスにはRGB出力が含まれている。電波新聞社は、ここからRGB信号を取り出すコネクターの発売を予定していたが企画倒れとなった ため、正規の方法でS端子やRGB端子への接続は出来ない。

### 関連機器
PC-8801MC
CD-ROMドライブとしてCD-ROM2を接続することができたが、同PCでPCエンジン用のソフトは使用できない。

## ソフトウェア

### 日本
ゲームソフトとして、HuCARDメディアのローンチタイトルは『上海』と『ビックリマンワールド』である。
1987年に設立されたNECアベニューがゲームソフトの開発と販売を行っている（NEC-HEはハードウェア製造メーカーだった）。また、ハドソンが初期のラインナップを充実させている。この時期ファミコンソフトの製造での優遇措置停止で任天堂とのトラブルになっていたナムコ（現：バンダイナムコエンターテインメント）が参入。ハドソン・NECアベニューと共に初期の三本柱に、参入社数過多により飽和状態になっていたファミコン市場から新たな市場を求めたサードパーティがPCエンジンへと参入した、タイトー・アイレム・データイースト・日本物産などが参入。一方でカプコンやコンパイルなどはソフトのOEM供給などをしていたが、参入して自社ブランドで販売することはなかった。これらサードパーティの参加もあり、ファミコンでは実現が難しかったアーケードゲームが移植された。
1991年にはコナミ（ブランド名は『KONAMI』、その後ゲーム事業はコナミデジタルエンタテインメントへ移管）も参入し、NEC HEも日本市場（それまで当社は米国市場のみでゲームソフトを発売する程度だった）でゲームソフトを販売するようになり、後期以降の主要ソフトメーカーにまで発展した。
1992年には『天外魔境II 卍MARU』『スナッチャー』といったSUPER CD-ROM2を代表するキラーソフトが発売されている。CD-ROM2の普及に伴い、日本ファルコム・アートディンク・システムソフト・リバーヒルソフト・ブレイングレイ・マイクロキャビン・コーエー（現：コーエーテクモゲームス）・日本テレネットといったPCゲームのソフトハウスが参入した。
1994年春にはアーケードカード専用CD-ROM2が登場、ネオジオで人気を博していた『餓狼伝説2』『龍虎の拳』が目玉ソフトとして発売された。HuCARDメディアでの最後のタイトルは1994年12月16日発売の『21エモン めざせホテル王』である。
1999年6月にメッセサンオーとソフマップ専売で発売された『デッド・オブ・ザ・ブレイン 1&2』を最後に、ソフトの供給は終了した。
またゲームソフト以外にも事典やカラオケソフトが発売された。

### 北米
『Keith Courage in Alpha Zones（魔神英雄伝ワタル）』がTurbografx-16に付属したほか、『エイリアンクラッシュ』『魔境伝説』『ビクトリーラン』がローンチタイトルとして発売された。
Turbografx-CD発売時にはローンチタイトルとして『ファイティング・ストリート』『ワンダーボーイIII モンスター・レアー』の2本がリリースされた。

## 反響

### 販売台数
1987年に発売された本機は初年度で60万台を出荷し、任天堂のファミリーコンピュータが独占状態であった国内家庭用ゲーム機市場では任天堂に次ぐ2番手となった。
- 日本国内出荷台数は1987年度から1995年度まで584万台である[34]。(Huカード機が392万台、CD-ROM（Duo含む）が192万台)
- 海外のウェブサイトGamePro The 10 Worst-Selling Consoles of All Time の推計によると最終的な出荷台数は世界で合計1000万台、北米での約250万台その他の地域（ほぼすべて日本）[要出典]750万台としている。
- NEC-HEの事業部長の本庄、NEC社長（インタビュー時は相談役）の関本のインタビューと資料を基にした朝日新聞2001年12月1日（夕刊）「ウィークエンド経済 第765号 あの失敗がこう生きた」にて「だが、PCエンジンは世界で580万台売るヒットになる」と書かれている。
- NEC-HE取締役支配人の小林淳二は日経BP社『新世代ゲームビジネス』の117ページで「PC-FXは新世代のゲーム機であるが、従来のPCエンジンを190万台普及させてきた延長線上で地道に売っていく」と発言している。

### 影響と評価
1987年当時の家庭用ゲーム機の常識を覆す高速・高性能であり、任天堂のシェアを崩すには至らなかったが、新規ハードとして一定の普及に成功し国内市場では1992年時点でスーパーファミコンに次ぐ24.7%のシェアを占めていた。1990年代前半の日本市場において、PCエンジンの周辺機器であるCD-ROM2（シーディーロムロム）は最も普及していたCD-ROMゲーム機である。
関係者
ハドソンの中本伸一はPCエンジン発売前のインタビューで「任天堂との共存、共栄を目指す」と発言しており、PCエンジンと並行して任天堂のファミリーコンピュータやスーパーファミコンへのソフト供給を続けた。当時任天堂の一強状態であった家庭用ゲーム機市場において初めて二番手市場を築き、それまで家庭用ゲーム機ではファミコンにしか参入していなかったサードパーティがPCエンジンに数多く参入し、任天堂ハードと共存できる市場を作り上げた。
またハドソンの工藤浩社長（当時）は「成功か失敗か？成功と言えば成功ですよね『PCエンジン』シリーズはトータルで450万台くらい売れて、ソフトも何千万本か売れたんだから。だけど市場から姿を消してしまったし、今ではもう作っていないわけですから、そういう意味で失敗したということもできるかもしれない。少なくともNECにとっては失敗だったかも。ハドソンとしては成功だったように思うけど、本当のことをいうと自分でも成功したのか失敗だったのかよくわからないね」と語っている。
ユーザー
1996年創刊の雑誌『ユーズド・ゲームズ』（後の『GAME SIDE』）では、PCエンジンの熱狂的なユーザのことを「PCエンジニア」と呼んでいた。この言葉は同誌2号のメガドライブ特集記事で誕生したものである。
外部団体
1988年度の商品デザイン部門でグッドデザイン賞を受賞している。
その他ファミリーコンピュータとは異なる以下の点が評価されている。
多人数プレイ
コア構想の一環として、NEC-HEより本体と同時に発売されたマルチタップを使用することにより、対応するゲームでは最大5人まで遊べるようになる。ハドソンからは5人同時プレイ対応のアクションRPG『ダンジョンエクスプローラー』が発売された他、日本コンピュータシステムからはレースゲームの『モトローダー』が発売され、ナムコの『プロテニス ワールドコート』ではファミコンの『ファミリーテニス』では実現しなかった4人同時プレイによるダブルス対戦が可能になった。その後、ハドソンの代表作となる『ボンバーマンシリーズ』や『桃太郎電鉄シリーズ』はマルチタップに対応することでパーティゲームとしてのジャンルを確立させ、「パーティゲームの定番」として21世紀初頭現在に至るまで新作が発売され続けている。ハドソンの中本伸一はボンバーマンシリーズについて「本当にラッキーだったのが、PCエンジンにマルチタップがあったことです」「5人プレイが出来るハードに移植された段階で全く新しいボンバーマンの歴史がスタートした」と、PCエンジン版の『ボンバーマン』とマルチタップを評している。
先進性
PCエンジンは家庭用ゲーム機として世界で初めてCD-ROMを採用したゲーム機であり、PCエンジンが世に送り出したCD-ROMゲーム機の思想はその後のゲーム機にも受け継がれていった。元NECアベニューの多部田俊雄は後に、「CD-ROMシステムは200万台近く売れた。PCエンジンがなければ全世界規模でCD-ROMの普及が1年は遅れていたでしょう」と語っている。またNEC(当時)の後藤富雄は「他のメーカーに先駆けてCD-ROMを採用したことに対しては、私としてはそれなりの自負がある」と述べている。
ゲームジャンルの拡大
PCエンジン専門誌のPC Engine FANでは「『R-TYPE』や『ドラゴンスピリット』。ほんとうにほしいゲームがよくそろっていました。その後、『ドラゴンナイトII』『卒業』『ときめきメモリアル』が登場。こういった今はギャルゲーと呼ばれるソフトがゲーム機で遊べるようになったのもPCエンジンの功績です。」という評価を受けている。

## 広告
メディア展開としてテレビの専門番組にハドソンが提供・協力、一部は日本電気ホームエレクトロニクスも提供をしている。それに加え広報の一つとしてPCエンジン発売に合わせファミコンソフトのイベントだったハドソン全国キャラバンの課題ゲームをPCエンジン用に切り替えており、『コロコロコミック』のタイアップ記事やさくまあきらが担当した『週刊少年ジャンプ』の読者コーナーなど、影響下にあるメディアでPCエンジンの話題を多く取り上げた。
また富士見ファンタジア文庫から1990年2月に刊行された『悪の江ノ島大決戦』（とまとあき・塚本裕美子著）では、当時発売直後のシャトルやスーパーグラフィックスなどが作中のアイテムとして登場し、ゲーム機本体とライトノベルという、タイアップが行われた。

### テレビ番組
- さきどり!PC遊び塾
- 大竹まことのただいま!PCランド
- 聖PCハイスクール
- そのまんま東のバーチャル情報局
- ダウンタウンのゆーたもん勝ち
- そのまんま東のバーチャルZ

### 専門誌
- 月刊PCエンジン（小学館）
- マル勝PCエンジン（角川書店）
- 電撃PCエンジン（メディアワークス）
- PC Engine FAN（徳間書店インターメディア）
- ファミコン通信増刊 PCエンジン通信（アスキー）

## 販売終了後の展開
本機の製造終了後には実機を使用せずにゲームを遊べる環境を各社が提供している。

### ダウンロード販売サービス
- ドリームライブラリ - 2000年6月1日、セガとの提携により配信された。2003年1月31日にサービス終了。
- プロジェクトEGG - Windows PC向けのレトロゲーム配信サービス。2003年よりラインナップが追加されている。
- バーチャルコンソール - 2006年12月2日、任天堂との提携によりWii向けに配信されている。2013年12月25日からはニンテンドー3DS向け、Wii U向けも配信を開始。3DSとWii Uの場合、ソフトにカーソルを合わせるとコナミのサウンドロゴが流れる。Wii版は2019年1月31日14時59分を以ってサービス終了した。
- PCエンジンアーカイブス - 2009年7月15日、ソニー・コンピュータエンタテインメントとの提携によりPlayStation 3・PlayStation Vitaのダウンロード販売サービスであるゲームアーカイブスにて配信されている[5]（PlayStation Portable向けは2016年3月31日に、Media Goからのダウンロードも2017年12月にサービス終了、以降はPlayStation 3を介してのダウンロードとなる）。
- PC Engine GameBox - 2010年12月20日、iOS用ソフトPC Engine GameBox（発売元：ハドソン）のダウンロード配信が始まった。『パワースポーツ』以外のゲームはアドオン購入となる。
- PCエンジンライブラリー - 2014年4月よりWindowsストアにてダウンロード販売が始まった。

### クラウドサービス
- PCエンジンライブラリー - 2013年6月20日に発売されたクラウドゲーム機「G-cluster」向けのサービスとして開始。数本を一つにまとめたセット購入となる。

### 復刻型ゲーム機
2019年には、ゲームソフトを内蔵した小型復刻版「PCエンジン mini」の販売が、コナミデジタルエンタテインメント（KDE）より正式発表され、2020年3月19日に発売された。
58本のゲームがプリインストールソフトとして収録されている。また、北米市場向けに「TurboGrafx-16 mini」、欧州市場向けに「PC Engine CoreGrafx mini」がリリースされている。

## その他
- 2019年現在、「PCEngine」という商標名はコナミデジタルエンタテインメント（KDE）およびビッグローブの登録商標（第2272123号ほか）となっている[40][41][42]（「PCエンジン」では商標登録されていない）。発売当時はハドソンおよびNEC-HEが商標などの諸権利を保持していたが、ハドソンは2012年にKDEに吸収合併され、NEC-HEは2001年の会社解散に伴って権利関係が親会社のNECを経て2006年にNECから分社したビッグローブ[注 23]へ承継されたためである。なお、「PCエンジン mini」の著作権表記にはKDEおよびビッグローブの2社が表示されていた[43]が、その後にビッグローブは削除された[44]（理由は不明）。
- PC-88VAのOSを「PC-Engine」と呼ぶが、PCエンジンとの関係はない。
- 同様のコンセプトを持つ品として、テクナート（業務用基板を取り扱う会社）より「PCメイト」というRGB出力/業務用筐体に接続できる機能を持つ基板が販売されていた。発売当時にはゲーメストに広告が載っていたが、価格が2万円と高価だった。同基板をさらに改造し、業務用として設置できるようクレジット機能（コインの投入数分だけRUNボタンの押下を受け付ける）を搭載したものも存在した。